# Alex Beran
Alex Beran (22. července 1923 Liberec – 27. května 2019 Liberec) byl český malíř, kreslíř a grafik. Narodil se v severočeském Liberci. Zde se v ateliéru svého otce Jaro Berana seznámil s uměním. Po ukončení studia na gymnáziu studoval malířství na Baťově škole umění ve Zlíně pod vedením Eduarda Miléna a Jana Sládka. Ve svém mírně abstraktním díle zobrazoval přírodu, ale i lidi. Jeho díla byla vystavována v Čechách i v zahraničí. Vedle komorních děl se podílel i na grafických pracích pro nakladatelství a některé jeho výtvory se dostaly i do veřejného prostoru.

## Biografie
Alex Beran byl synem libereckého malíře a grafika Jaro Berana, v jehož dílně začínal s prvními výtvarnými pokusy. V letech 1934–1938 studoval na libereckém gymnáziu. Roku 1938 se s rodiči přestěhoval do Nymburka. Poté pokračoval na gymnáziu v Nymburce a následně v letech 1939–1943 studoval malířství na Baťově škole umění ve Zlíně u Eduarda Miléna a Jana Sládka. Roku 1945 byl nasazen na zákopech v Napajedlech, odešel do Nymburka a v roce 1946 se vrátil do Liberce. Od 1948 žil v Liberci, kde tvořil. Byl členem Svazu československých výtvarných umělců.

## Díla
Ve svém díle se zabýval malbou, kresbou a grafikou. Námětem mu byl jak člověk, tak krajina, zejména pak Jizerské hory. Tvořil jak díla komorní, tak pro architekturu, věnoval se i knižní grafice. Mezi komorní tvorbu například patří díla ve sbírce Oblastní galerie Liberec Třináctiletá (olej na překližce, 1946), Bez ženy (olej na kartonu, 1956); dále suché jehly Znamení lesa (barevná suchá jehla, 1971), Máchovská variace (1986), Čtyři kompozice (1987) či Kompozice s kameny (1989). Pro architekturu vytvořil kovový reliéf v ústeckém hotelu Interhotel Bohemia (1968) či barevnou betonovou stěnu prodejny v Liberci. Jako grafik se podílel na knihách Jakub Arbes a Česká lípa (Severočeské krajské nakladatelství (SKN), 1964), Poklady liberecké galerie (SKN, 1964) či Liberec (Městský národní výbor Liberec, 1966).